# Chaetocladius nudisquama
Chaetocladius nudisquama är en tvåvingeart som beskrevs av Makarchenko 2003. Chaetocladius nudisquama ingår i släktet Chaetocladius och familjen fjädermyggor. Inga underarter finns listade i Catalogue of Life.